# Antolek
Antolek – dzielnica Kobyłki, w województwie mazowieckim, w powiecie wołomińskim. Leży w centralnej części Kobyłki; znajduje się tu m.in. Urząd Miasta Kobyłka oraz komisariat policji. Do 1957 samodzielna osada.
Osada powstała w czasach parcelacji kobyłeckiego majątku ziemskiego, kiedy to właściciele nadawali poszczególnym terenom imiona swoich dzieci (Antolek, Jędrzejek, Piotrówek, Stefanówka).
W latach 1867–1928 osada w gminie Radzymin, a 1928–1954 w gminie Kobyłka w powiecie radzymińskim. 20 października 1933 utworzyła gromadę w granicach gminy Kobyłka. 30 września 1938 do gromady Antolek włączono obszar zniesionej gromady Dąbrowa.
Po wojnie siedziba gminy Kobyłka. Od 1 lipca 1952 w powiecie wołomińskim; tego samego dnia do gromady Antolek włączono gromadę Sosnówka (oprócz części na wschód od osi ulicy Koziej, którą włączono do Wołomina).
W związku z reorganizacją administracji wiejskiej jesienią 1954 Antolek wszedł w skład gromady Kobyłka.
1 stycznia 1957 gromadę Kobyłka przekształcono w osiedle, przez co Antolek stał się integralną częścią Kobyłki, a w związku z nadaniem Kobyłce praw miejskich 1 stycznia 1969 – częścią miasta.

## Ulice
W granicach Antolka znajdują się następujące ulice:
11-go Listopada, Jana Pawła II, Albańska, Belgijska, Gen. Józefa Bema, Jana Długosza, Gen. Józefa Dwernickiego, Duńska, Francuska, Andrzeja Frycza-Modrzewskiego, Graniczna, Gościnna, Grecka, Kobyłkowska, Ks. Hugo Kołłątaja, Stanisława Konarskiego, Ks. Kazimierza Konowrockiego, Kombatantów, Juliusza Kossaka, Ks. Franciszka Marmo, Niska, Norweska, Nowa, Antoniego Orszagha, Piaskowa, Ks. Kazimierza Pieniążka, Wincentego Pola, Polna, Mikołaja Reja, Rumuńska, Juliusza Słowackiego, Władysława Syrokomli, Szwedzka, Gen. Bohusza-Szyszko, Gen. Romualda Traugutta, Aleksandra Wasia, Węgierska, Wołomińska, Piotra Wysockiego, Ks. Marcina Załuskiego, Zgoda, Adama Żółtowskiego, Gen. Franciszka Żymirskiego, Źródnik.